# Аганиппа

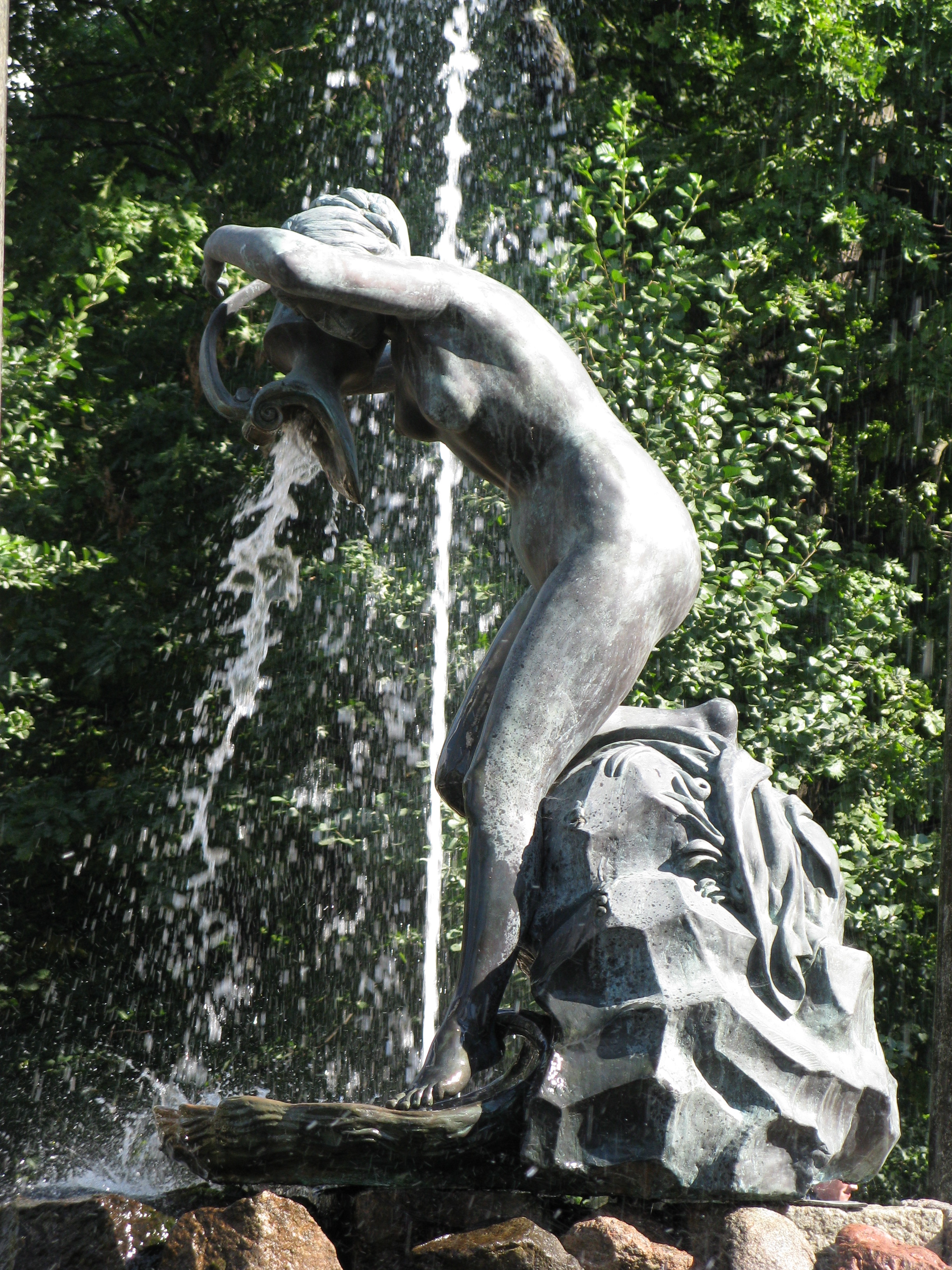
Ф. П. Толстой. Нимфа Аганиппа (1856)

Аганиппа (англ. Aganippe, греч. Άγανίππη) — имя нескольких персонажей древнегреческой мифологии.
- Аганиппа — нимфа одноимённого источника близ Феспий в Беотии, притока речки Пермес[англ.] (Περμησσός) на восточной или виотийской стороне горы Геликона, недалеко от рощи муз. Источник будто бы произошёл от удара Пегасова копыта; а нимфа была дочерью речного бога Пермесса. Она вдохновляла, подобно Гиппокрене, всех тех, кто пил воду этого источника, особенно поэтов. Музы назывались Аганиппидами. 
Статуя нимфы Аганиппы работы Ф. П. Толстого находится в центре Львиного каскада в Нижнем парке Петергофа[1].
- Аганиппа — супруга царя Акрисия, мать Данаи (обыкновенно матерью Данаи называется Эвридика).